# بيتر ليون (فارس)
بيتر ليون (بالإنجليزية: Peter Leone)‏ هو فارس ‏ أمريكي، ولد في 1 أغسطس 1960.

## وصلات خارجية
- بيتر ليون على موقع أوليمبيديا (الإنجليزية)